# Лосюков, Александр Прохорович
Алекса́ндр Про́хорович Лосюко́в (15 ноября 1943, Щёлково, Московская область — 16 ноября 2021, Москва) — советский и российский дипломат. Чрезвычайный и полномочный посол (1992).

## Биография

### Карьера в МИД СССР
В 1968 году окончил МГИМО и поступил на службу в МИД СССР. С 1968 года работал на различных дипломатических должностях в центральном аппарате МИД СССР и за рубежом. Владел пушту и английским языками.
- В 1968—1972 годах — стажёр, атташе посольства СССР в Афганистане.
- В 1972—1978 годах — атташе, третий секретарь, второй секретарь секретариата первого заместителя министра иностранных дел СССР.
- В 1978—1981 годах — второй секретарь, первый секретарь Посольства СССР в США.
- В 1981—1982 годах — первый секретарь Генерального секретариата МИД СССР.
- В 1982—1985 годах — помощник заместителя министра иностранных дел СССР.
- В 1985—1990 годах — советник-посланник посольства СССР на Филиппинах.
- В 1990 году — заместитель начальника Управления стран Тихого океана и Юго-Восточной Азии.
- В 1990—1992 годах — начальник Управления общих проблем Азиатско-тихоокеанского региона МИД СССР.

### Дипломатическая карьера в МИД России
- В 1992 году — начальник управления Департамента Азиатско-тихоокеанского региона МИД России.
- С 18 марта 1992 по 11 ноября 1993 года — чрезвычайный и полномочный посол Российской Федерации в Новой Зеландии, и по совместительству в Западном Самоа и Тонга[2][3].
- С 11 ноября 1993 по 6 сентября 1997 года — чрезвычайный и полномочный посол Российской Федерации в Австралийском Союзе и по совместительству в Республике Фиджи, с 19 августа 1995 и в Республике Вануату и Республике Науру[3][4][5].
- В 1997—1999 годах — директор Второго департамента Азии МИД России.
- В 1999—2000 годах — директор Генерального секретариата, генеральный секретарь МИД России.
- С 23 марта 2000 по 2 марта 2004 года — заместитель министра иностранных дел Российской Федерации[6][7]. Занимался вопросами отношений России со странами Азиатско-Тихоокеанского региона.
- С 2 марта 2004 по 28 декабря 2006 года — чрезвычайный и полномочный посол Российской Федерации в Японии[8][9].
- С 3 января 2007 по 26 марта 2008 года — заместитель министра иностранных дел Российской Федерации[10][11]. Продолжил работу, связанную с вопросами связей России с Азиатско-Тихоокеанском регионе, включая сотрудничество в рамках Шанхайской организации сотрудничества. Возглавлял российскую делегацию на шестисторонних переговорах по ядерной проблеме на Корейском полуострове.

### Работа в «Роснано»
С 29 марта 2008 по 22 мая 2012 года — заместитель генерального директора по международному сотрудничеству, член правления ГК «Роснано».

### Общественная деятельность
С 3 декабря 2012 по сентябрь 2015 года — председатель Комитета по сохранению наследия Рерихов, с февраля 2014 по октябрь 2015 года одновременно являлся президентом Международного Центра Рерихов (Москва). С ноября 2015 года — президент Национального рериховского комитета (до 15 марта 2018 г. — в виде общественного объединения без образования юридического лица, по смыслу статей 5 и 18 Закона № 82-ФЗ «Об общественных объединениях»).
В апреле 2015 года Лосюкову было отказано во въездной визе в США, где он должен был участвовать в открытии выставки Рерихов в штаб-квартире ООН.
Скончался 16 ноября 2021 года, на следующий день, после своего 78-го дня рождения.

## Дипломатический ранг
- Чрезвычайный и полномочный посол (18 марта 1992)[15]

## Награды
- Заслуженный работник дипломатической службы Российской Федерации (21 сентября 2003) — за активное участие в реализации внешнеполитического курса Российской Федерации и многолетнюю добросовестную работу[16]
- Орден «За заслуги перед Отечеством» IV степени (22 марта 2008) — за большой вклад в реализацию внешнеполитического курса Российской Федерации и многолетнюю дипломатическую службу[17]